# Windlust (Nootdorp)
Windlust is een korenmolen in de kern Nootdorp in de Nederlandse gemeente Pijnacker-Nootdorp. De molen is een rijksmonument en staat aan de rand van de bebouwde kom van Nootdorp, langs de weg van Nootdorp naar Pijnacker, op 50 meter van de Dobbeplas.

## Geschiedenis
Op de plaats waar nu de Windlust staat, heeft vanaf ongeveer 1625 een wipkorenmolen gestaan. Toen die molen gebouwd werd, stonden er in Nootdorp 28 huizen. Deze wipkorenmolen werd in 1880 gekocht door Huibert Blonk, molenaar in Zegwaard (Zoetermeer). Zijn oudste zoon Arend werd de molenaar van de Nootdorpse Windlust. In 1885 kocht Huibert de rietgedekte, achtkantige run- en snuifmolen Windlust die in 1781 op de Hopsteegse toren van de stadswal van Delft gebouwd was. Die windmolen was daar overbodig geworden, omdat men was overgegaan op stoomkracht. De oude wipkorenmolen werd afgebroken en op diezelfde plek werd een achtkantige stenen onderbouw gemetseld. Daarop werd de Delftse Windlust als korenmolen weer in elkaar gezet.
In maart 1886 overleed Huibert Blonk. Bij de verdeling van de boedel werd de molen uiteindelijk aan de oudste zoon Arend toegewezen. Een jaar nadat in februari 1898 Arend op 44-jarige leeftijd was overleden, besloot de weduwe de molen te verkopen. De molen werd gekocht door de molenaarsknecht Arie Verploegh. In 1908 kregen de molenwieken het zelfzwichtsysteem. In 1919 verkocht Arie de molen aan de coöperatie Ons Belang. Enkele jaren later werd Hendrik Jongste de molenaar en hij zou dat ongeveer 40 jaar blijven. In 1943 verkocht de coöperatie de molen aan Dorus Kortekaas; molenaar Hendrik Jongste bleef de huurder. In 1947 werd historie geschreven op de Nootdorpse Windlust toen de molen op één roede fokwieken kreeg en daarmee was het de tweede molen in Nederland met dit systeem van ir. Fauël. Toen Hendrik Jongste in 1951 een hamermolen aanschafte, werd er steeds minder op de wind gemalen. In 1955 kocht molenaar Hendrik Jongste, op 71-jarige leeftijd, de molen. Nadat Hendrik Jongste in 1963 overleed, werd de molen gekocht door Gerard van Rijswijk. Deze beschikte niet over de geldmiddelen en de kennis om de molen in een betere staat te brengen, waardoor de molen steeds verder in verval raakte. Toen het echtpaar Koos en Bep de Wolf-van Domburg het huis, de molen en de graanschuur kochten in 1974, braken er betere tijden aan. Nadat zij een nieuw huis hadden laten bouwen kreeg de restauratie van de molen alle aandacht. Toch duurde het tot 1987 voordat er voldoende financiële toezeggingen gedaan waren om met de feitelijke restauratie te kunnen beginnen. Op 29 mei 1989 kon de molen weer feestelijk in bedrijf genomen worden.
De restauratie had toen f 480.000 (€ 220.000) gekost. Begin 1995 werd eet-café De Vang geopend in de voormalige graanschuur.

## Stichting
Op 28 april 1998 vond de oprichting plaats van de Stichting Vrienden van de Windlust te Nootdorp (VWN). Eind 1999 werd Leen van der Lee uit Delft eigenaar van de molen en de graanschuur en in april 2000 nam de stichting het beheer van alle molenzaken van hem over. Sinds 2 september 2008 is de molen (en de voormalige graanschuur) eigendom van de Stichting Vrienden van de Windlust te Nootdorp.

## Bezoekmogelijkheden
De molen kan bezocht worden zaterdag van 10.00 - 16.00 uur en op afspraak.

## Externe link

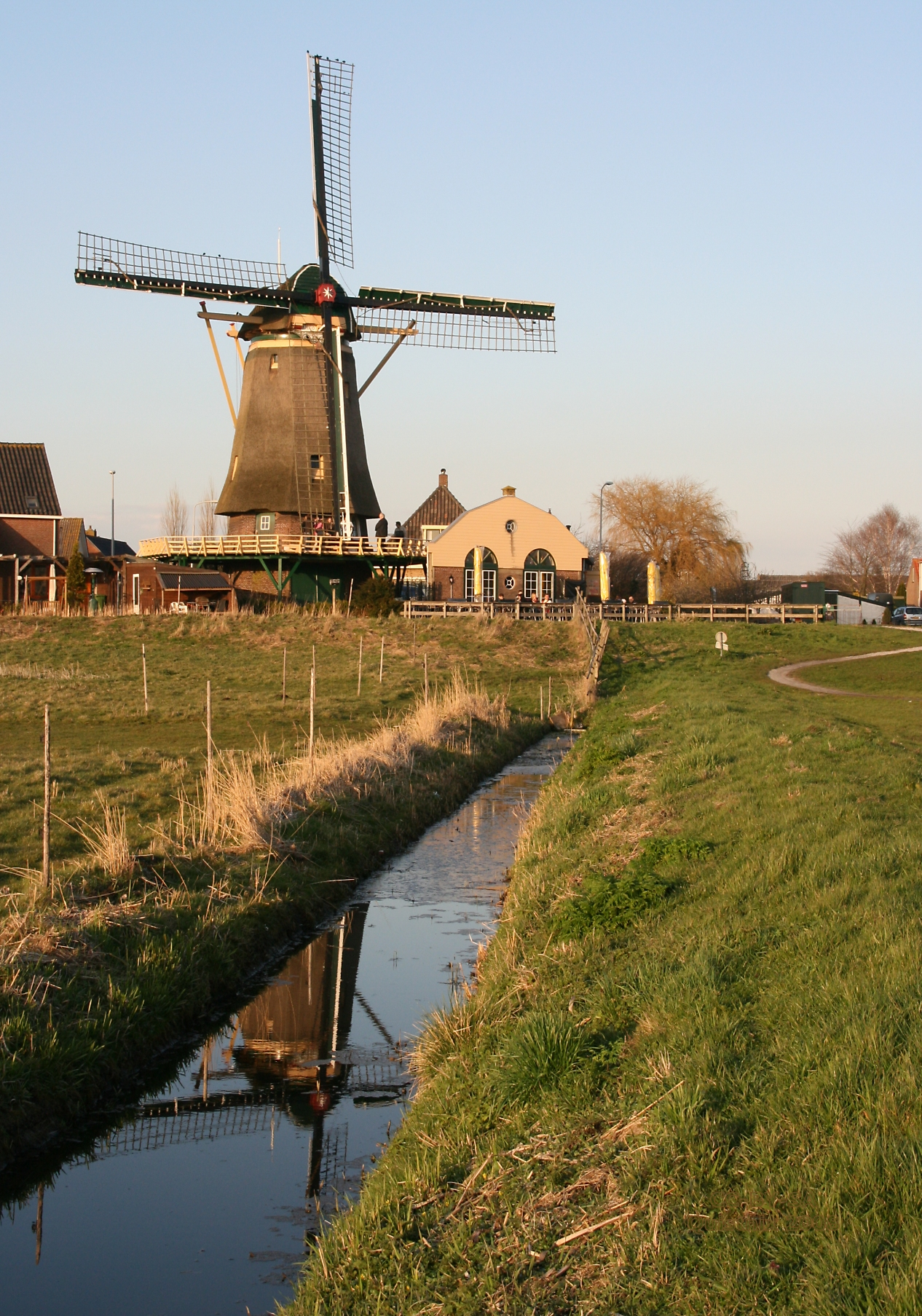
Windlust, gezien vanuit de richting van de Dobbeplas

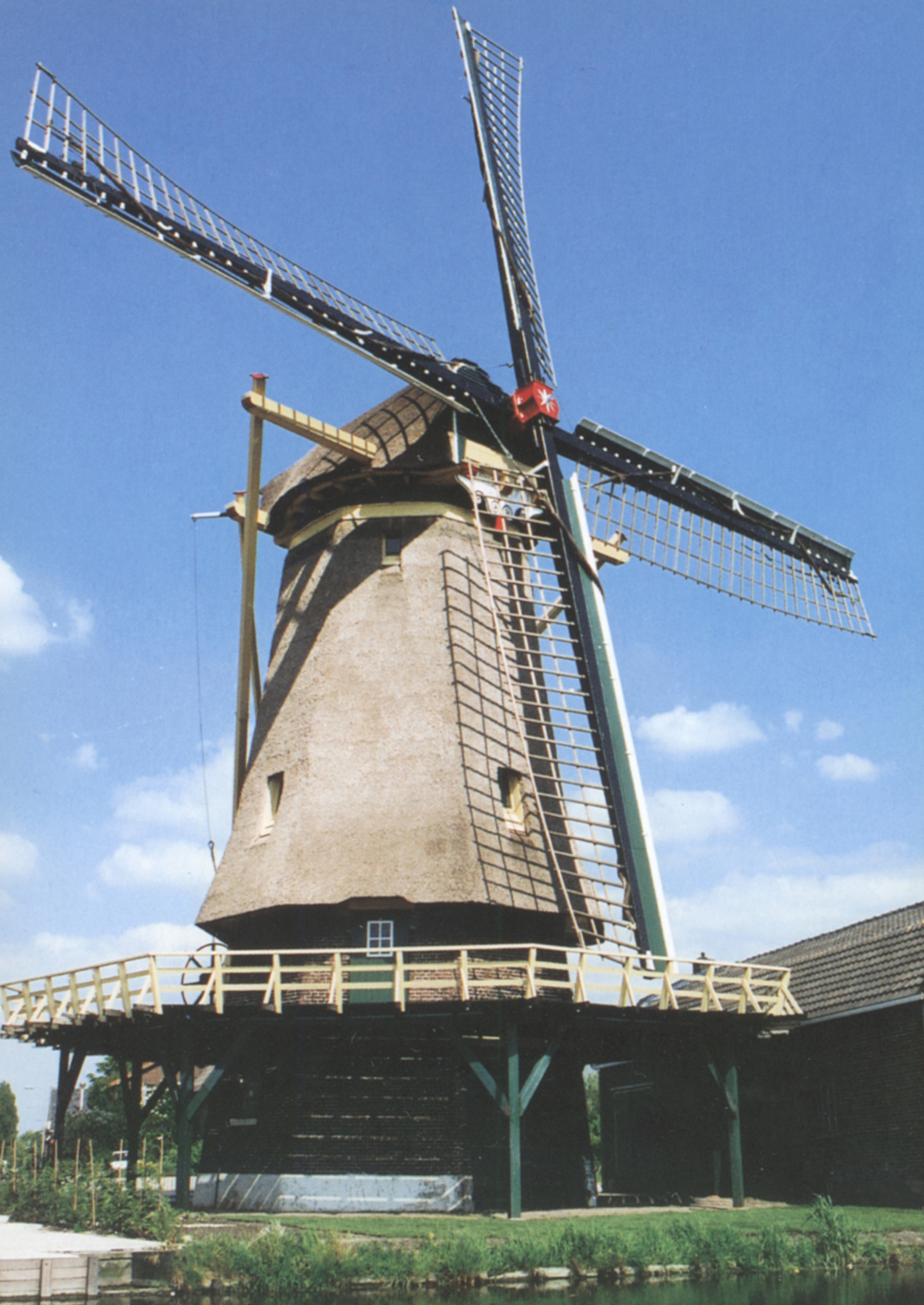
Oude ansichtkaart korenmolen Windlust Nootdorp

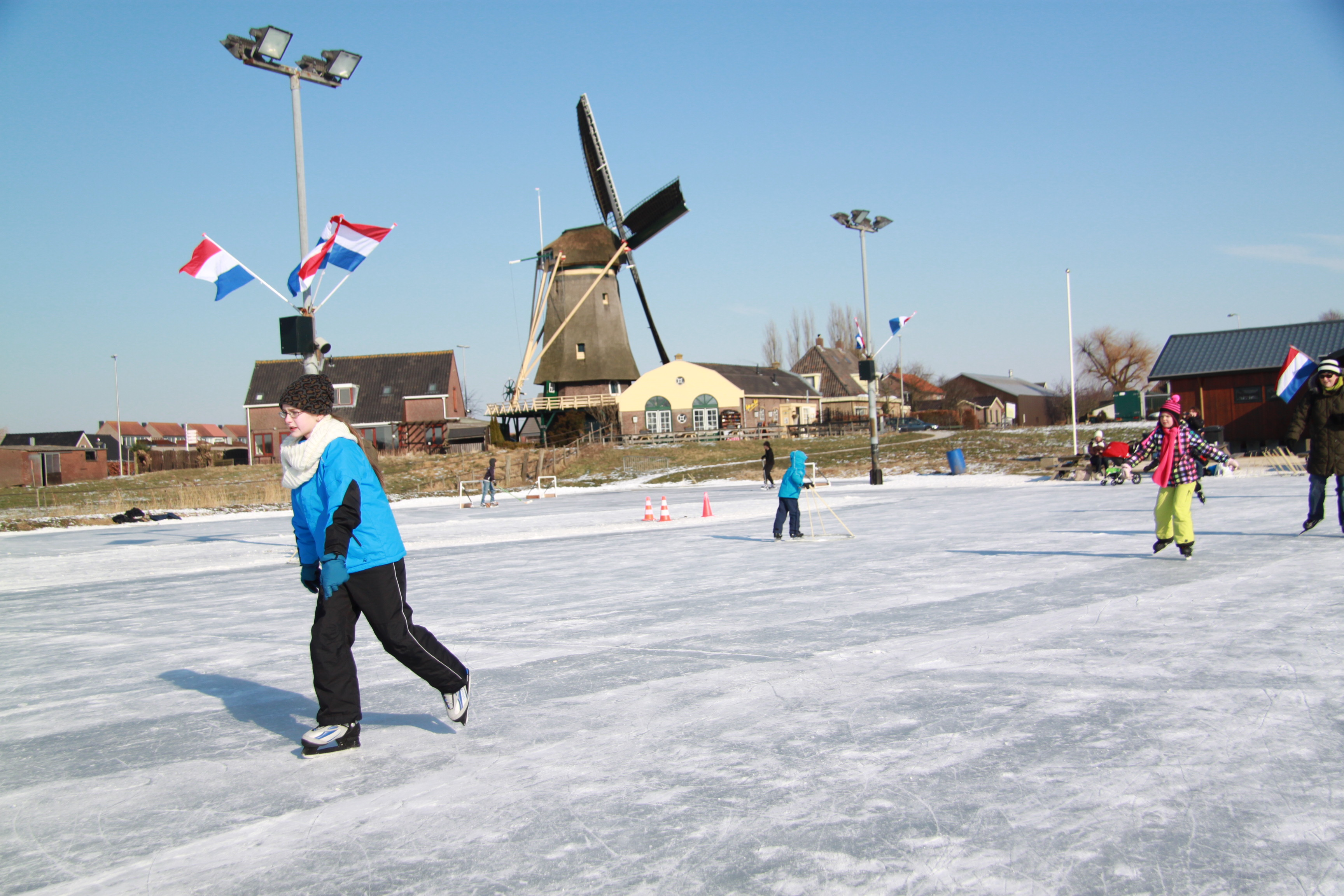
IJspret bij Windlust Nootdorp - 2012